# Da schau her
Da schau her war ein vom Bayerischen Rundfunk produziertes Wissensmagazin, das in den Jahren 1981–1986 produziert wurde.

## Inhalt
Erstmals wurde die Sendung am 14. Januar 1981 auf ARD ausgestrahlt. Ziel der Sendung war es, Kindern im Alter von 10 bis 14 Jahren Wissen zu vermitteln, in Form von Filmbeiträgen. Dabei wurde eine breite Palette von Themen berührt, von technischen Dingen, über Alltagsprobleme hin zu Biologie und vielem mehr. Moderatoren der Sendung waren Maria Knilli und Franz Xaver Gernstl. Ferner wirkte Claus Kruesken an der Sendung mit.

## Sonstiges
Besonderes Markenzeichen der Sendereihe war der Vorspann. Dabei konnte man sehen, wie Hunde aus Würsten den Titel der Reihe Da schau her erstellten, indem sie die Würste nebeneinander legten. Hierbei handelte es sich natürlich um eine Trickaufnahme.
Da schau her wurde zuletzt 1989 im Deutschen Fernsehen ausgestrahlt.